# Hildegard Hillebrecht
Hildegard Hillebrecht, née le 26 novembre 1927 et morte le 7 octobre 2018, est une cantatrice soprano allemande.

## Carrière
Elle étudie le chant après des études de médecine et débute dans le rôle de Léonore dans Le Trouvère de Verdi. Elle se produit à l'Opéra de Zürich en 1952-1954, à Düsseldorf de 1954 à 1959 et à l'Opéra de Munich depuis 1961. Elle se produit régulièrement à l'Opéra d'État de Berlin et participe à de nombreux festivals (Salzbourg, Munich).